# 27 frimaire
27 brumaire 27 nivôse
Le septidi 27 frimaire, officiellement dénommé jour du liège, est le 87e jour de l'année du calendrier républicain.
C'était généralement le 17e jour du mois de décembre dans le calendrier grégorien.